# Joseph Michel (politicus)

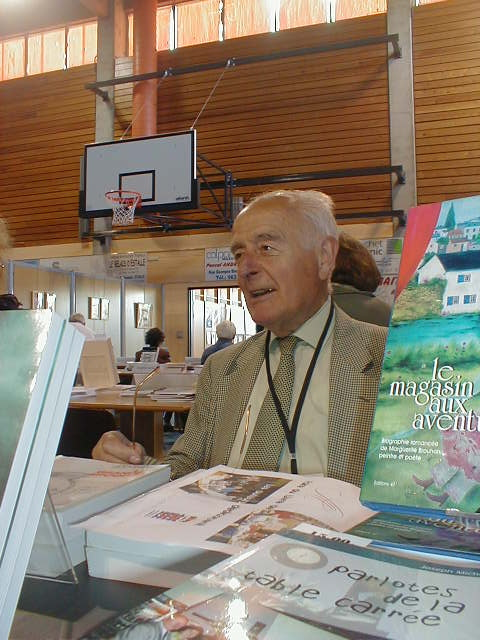
Joseph Michel

Joseph Michel (Saint-Mard, 25 oktober 1925 – Aarlen, 3 juni 2016) was een Belgisch politicus voor de PSC, die onder meer minister werd.

## Levensloop
Als licentiaat in de Economische Wetenschappen en in het Notariaat en doctor in de rechten aan de UCL, werd hij beroepshalve advocaat bij het Hof van Beroep van Luik.
Op jonge leeftijd trad hij toe tot de PSC en was van 1949 tot 1955 voorzitter van de jongerenafdeling van de partij van het arrondissement Virton. In 1958 werd hij dan voorzitter van de PSC-partijafdeling van het arrondissement.
In 1958 werd hij verkozen tot gemeenteraadslid van Virton, waar hij van 1959 tot 1970 schepen van Financiën en van 1970 tot 1982 burgemeester was. Michel bleef gemeenteraadslid tot in 1994.
In juli 1961 werd hij in opvolging van Désiré Lamalle voor het arrondissement Neufchâteau-Virton lid van de Kamer van volksvertegenwoordigers, waar hij bleef zetelen tot aan de verkiezingen van 1991. In de Kamer was hij tevens van 1979 tot 1980 PSC-fractieleider, waarna hij van 1980 tot 1981 in opvolging van Jean Defraigne voorzitter van de Kamer was. Van 1981 tot 1986 was hij dan ondervoorzitter van de Kamer en van 1985 tot 1986 voorzitter van de Commissie Financiën. Daarnaast zetelde hij van 1980 tot 1991 ook in de Waalse Gewestraad.
Bovendien volgde hij ook een ministeriële loopbaan: van 1974 tot 1977 was hij minister van Binnenlandse Zaken in de regering-Tindemans II en de regering-Tindemans III en zorgde in deze functie in 1976 voor de fusie van Belgische gemeenten. Vervolgens was hij van 1977 tot 1979 minister van Franstalig Nationaal Onderwijs in de regering-Tindemans IV en de regering-Vanden Boeynants II en van 1986 tot 1988 in opvolging van de ontslagnemende Charles-Ferdinand Nothomb opnieuw minister van Binnenlandse Zaken en ook van Openbaar Ambt en Decentralisatie in de regering-Martens VI en de regering-Martens VII.